# سیخک‌دراز طوق‌بلوطی
سیخک‌دراز طوق‌بلوطی (نام علمی: Calcarius ornatus) نام یک گونه از سرده سیخک‌درازها است.